# 與惡魔共度深夜
《與惡魔共度深夜》（英語：Late Night with the Devil）是一部2023年上映的超自然恐怖電影，由柯林·凱恩斯與卡梅隆·凱恩斯共同編劇、執導及剪輯。主要演員包括大衛·達斯馬齊連、勞拉·戈登、伊恩·布利斯、費薩爾·巴齊、英格麗·托雷利、瑞斯·奧特里、喬治娜·海格和喬什·鄺·塔特。該部電影融入了「尋獲佚失影片」與偽紀錄片拍攝風格，故事背景設定在1977年萬聖夜的一場深夜秀節目。主持人為了提高收視率，邀請了一名據稱被附身的女孩上節目，卻引發了一連串令人毛骨悚然的事件。
該片由澳洲、美國與阿聯酋共同製作。 並於2023年3月10日於美國西南偏南（SXSW）全球首映，並於2024年3月22日由IFC Films在美國院線上映，4月11日在澳洲上映。電影票房達1500萬美元，並獲得影評界的廣泛好評。

## 演員
- 大衛·達斯馬齊連 飾 傑克·德爾羅伊 (Jack Delroy)，深夜秀節目《夜貓子》主持人。
- 勞拉·戈登（英语：Laura Gordon） 飾 瓊·羅斯·米切爾（June Ross-Mitchell），一位超心理學家和作家
- 伊恩·布利斯（英语：Ian Bliss） 飾 卡邁克爾·黑格 (Carmichael Haig)，前魔術師，後來變成了怀疑论者。該角色與詹姆斯·兰迪相似。
- 費薩爾·巴齊（英语：Fayssal Bazzi） 飾 克里斯圖（Christou），通灵者
- 英格麗·托雷利 飾 莉莉·達波（Lilly D'Abo），大規模自殺事件的倖存者
- 瑞斯·奧特里 飾 格斯·麥康奈爾（Gus McConnell），傑克的助手
- 喬治娜·海格（英语：Georgina Haig） 飾演 瑪德琳·派珀（Madeleine Piper），傑克已故的妻子
- 喬什·鄺·塔特（英语：Josh Quong Tart） 飾 裡奧·菲斯克（Leo Fiske），《夜貓子》製片人
- 史蒂夫·莫扎基斯（英语：Steve Mouzakis） 飾 桑多爾·達波（zandor D'Abo）
- 保拉·阿倫德爾（英语：Paula Arundell） 飾 黛安（Diane）
- 克里斯多福·科比（英语：Christopher Kirby） 飾 菲爾（Phil）
- 約翰·奧梅（英语：John O'May） 飾 沃克·貝德福德（Walker Bedford）
- 麥可·艾朗賽德 飾 旁白

## 製作
該電影的製作於2022年2月13日正式宣布，由阿聯酋的Image Nation工作室與美國的Spooky Pictures聯合製作。談及以深夜脫口秀為背景的靈感，編導柯林與卡梅隆·凱恩斯表示：「在1970至80年代，深夜電視帶著某種危險的氛圍，尤其是脫口秀節目，彷彿是通往一個怪異成人世界的窗口。我們認為將這種現場直播的緊張感與超自然元素結合，可以打造出獨特且令人毛骨悚然的觀影體驗。」
凱恩斯兄弟在閱讀大衛·達斯馬齊恩為恐怖雜誌《Fangoria》撰寫的一篇有關地方電視恐怖主持人的文章後，決定邀請他飾演主持人傑克·德爾羅伊（Jack Delroy）。達斯馬齊恩在收到一本模仿1970年代《電視指南》的造型手冊與電影劇本後接受了這個角色。他的加盟於2022年6月24日正式宣布。
電影中飾演卡邁克爾·黑格（Carmichael Haig）的伊恩·布利斯原本將飾演另一個角色，但由於原定飾演黑格的演員臨時退出，布利斯在開拍前幾天被要求改試該角色。
該片主要在澳洲墨爾本拍攝，並採用了實體特效與數位視覺效果結合的手法，包含傀儡戲來增強視覺呈現。

## 發行
《與惡魔共度深夜》於2023年3月10日在美國德克萨斯州奧斯汀的西南偏南（SXSW）「午夜場」單元全球首映。同月，著名恐怖小說家史蒂芬·金在提前觀看後，於X上稱讚這部電影「絕對精彩，令人目不轉睛」，並強烈推薦觀眾觀看。2023年6月9日至15日，該片亦參展雪梨電影節。
2023年10月，IFC Films與Shudder獲得了該片在北美、英國及愛爾蘭的發行權。

### 家庭媒體
電影於2024年10月28日推出限量版「夜光」錄影帶版本。

## 評價

### 票房
《與惡魔共度深夜》在美國和加拿大的票房收入為1000萬美元，其它地區為550萬美元，全球總收入達1550萬美元。
電影於2024年3月22日在美國和加拿大的1034家影院上映，首週末票房達280萬美元，創下IFC Films最佳首映成績。媒體特別提到該週第三天的票房收入約為66萬6666美元。次週，放映影院數增至1442家，票房收入220萬美元，位列第七。

### 批判性評價
在评论汇总网站爛番茄上，224位影評中97%給予正面評價，平均評分為7.8/10。該網站共識寫道：「充滿魅力的黑暗，《與惡魔共度深夜》證明了附身恐怖題材仍具吸引力，並為大衛·達斯馬齊恩提供了絕佳的表演舞台。」Metacritic則基於22位影評人的評價，給予72分（滿分100），顯示「普遍好評」。
《綜藝》雜誌的丹尼斯·哈維高度評價了《與惡魔深夜對話》的製作設計與技術層面，並肯定演員群的表現。他認為電影巧妙結合了「復古的70年代娛樂圈浮華氛圍與《大法師》式的惡魔題材」，這種獨特的融合由凱恩斯兄弟以編導雙重身份熟練掌控，令人印象深刻。RogerEbert.com的布萊恩·塔勒里科讚揚影片充滿創意，並稱其對偽紀錄片形式的運用十分巧妙。他特別提到大衛·達斯馬齊恩「極為投入的演技」，認為他成功將整部影片串聯起來，並準確掌握了1970年代文化中「油滑卻令人喜愛」的特質。
《Bloody Disgusting》的梅根·納瓦羅給予影片3.5/5的評分，雖然認為節奏過於緊湊，但她指出，「影片在創意構思、精緻的時代還原、大衛·達斯馬齊恩扣人心弦的表現，以及震撼的結局方面，成就了一場不可錯過的萬聖節盛宴。」《奧斯汀紀事報》的特雷斯·索維爾也對達斯馬齊恩的表演給予肯定，形容電影「充滿噱頭，但正是對主題的真誠投入讓這部作品格外出色。」他補充道，儘管對結局略感不足，但影片仍然能從其設定中挖掘出許多有效且有趣的想法，並成功探討了「成功的代價」這一議題。
英國影評人馬克·克莫德在其節目《Kermode and Mayo's Take》中稱影片「非常有趣」，並認為其靈感來源可能包括1992年英國的超自然恐怖偽紀錄片《幽靈觀察》。《觀察家報》的溫蒂·艾德給予影片4/5星，稱讚其運用諷刺與喜劇元素。她形容這部影片「聰明、辛辣，且時而充滿惡趣味，為附身恐怖類型注入了一股破壞性的電流。」
《海峽時報》的約翰·呂同樣給予4星，表示影片「將喜劇、恐怖與致敬完美結合，是一部極具享受感的作品。」而《娱乐周刊》的艾萊爾·努斯更稱《與惡魔深夜對話》為「2024年首部傑出的恐怖片」，她將其描述為以偽紀錄片和模擬恐怖形式呈現，並坦言自己「愛上了影片中的每一秒。」

## 榮譽
| 獎項                   | 日期           | 類別         | 提名                                                     | 結果 | 參考   |
| ---------------------- | -------------- | ------------ | -------------------------------------------------------- | ---- | ------ |
| 堪萨斯影评人协会       | 2025年1月5日   | 最佳男主角   | 大衛·達斯馬齊連                                          | 獲獎 | [ 29 ] |
| 圣路易斯影评人协会     | 2024年12月15日 | 最佳恐怖片   | 《與惡魔共度深夜》                                       | 提名 | [ 30 ] |
| 土星獎                 | 2025年2月2日   | 最佳獨立電影 | 《與惡魔共度深夜》                                       | 待定 | [ 31 ] |
| 土星獎                 | 2025年2月2日   | 最佳男主角   | 大衛·達斯馬齊連                                          | 待定 | [ 31 ] |
| 澳大利亞影視藝術學院獎 | 2025年2月7日   | 最佳電影     | 馬修戈·沃尼、亞當·懷特                                   | 待定 | [ 32 ] |
| 澳大利亞影視藝術學院獎 | 2025年2月7日   | 最佳導演     | 柯林·凱恩斯與卡梅隆·凱恩斯                               | 待定 | [ 32 ] |
| 澳大利亞影視藝術學院獎 | 2025年2月7日   | 最佳劇本     | 柯林·凱恩斯與卡梅隆·凱恩斯                               | 待定 | [ 32 ] |
| 澳大利亞影視藝術學院獎 | 2025年2月7日   | 最佳男主角   | 大衛·達斯馬齊連                                          | 待定 | [ 32 ] |
| 澳大利亞影視藝術學院獎 | 2025年2月7日   | 最佳女主角   | 勞拉·戈登                                                | 待定 | [ 32 ] |
| 澳大利亞影視藝術學院獎 | 2025年2月7日   | 最佳男配角   | 費薩爾·巴齊                                              | 待定 | [ 32 ] |
| 澳大利亞影視藝術學院獎 | 2025年2月7日   | 最佳女配角   | 英格麗·托雷利                                            | 待定 | [ 32 ] |
| 澳大利亞影視藝術學院獎 | 2025年2月7日   | 最佳攝影     | 馬修·坦普爾                                              | 待定 | [ 32 ] |
| 澳大利亞影視藝術學院獎 | 2025年2月7日   | 最佳剪輯     | 柯林·凱恩斯與卡梅隆·凱恩斯                               | 待定 | [ 32 ] |
| 澳大利亞影視藝術學院獎 | 2025年2月7日   | 最佳原創音樂 | 格倫·理查茲、羅斯科·詹姆斯·艾爾文                        | 待定 | [ 32 ] |
| 澳大利亞影視藝術學院獎 | 2025年2月7日   | 最佳音效     | 艾瑪·博蒂尼翁、馬內爾·洛佩茲、皮特·史密斯、卡梅隆·格蘭特 | 待定 | [ 32 ] |
| 澳大利亞影視藝術學院獎 | 2025年2月7日   | 最佳製作設計 | 奧泰羅·斯托爾福                                          | 待定 | [ 32 ] |
| 澳大利亞影視藝術學院獎 | 2025年2月7日   | 最佳服裝設計 | 史蒂芬·胡克                                              | 待定 | [ 32 ] |
| 澳大利亞影視藝術學院獎 | 2025年2月7日   | 最佳選角     | 利·碧克馥                                                | 待定 | [ 32 ] |
| 瘋哥利牙鏈鋸獎         | 2024年11月4日  | 最佳發行     | 柯林·凱恩斯與卡梅隆·凱恩斯                               | 提名 | [ 33 ] |
| 瘋哥利牙鏈鋸獎         | 2024年11月4日  | 最佳主角     | 大衛·達斯馬齊連                                          | 獲獎 | [ 33 ] |
| 瘋哥利牙鏈鋸獎         | 2024年11月4日  | 最佳劇本     | 柯林·凱恩斯與卡梅隆·凱恩斯                               | 獲獎 | [ 33 ] |
| 瘋哥利牙鏈鋸獎         | 2024年11月4日  | 最佳服裝設計 | 史蒂芬·胡克                                              | 提名 | [ 33 ] |

## 爭議

### 人工智慧爭議
在電影上映前的一週，有評論指出影片中的一段蒙太奇使用了人工智慧藝術，這些畫面並未出現在SXSW首映的版本中，並因此呼籲抵制該片。對此爭議，導演卡梅隆與柯林·凱恩斯表示：「我們與出色的圖像和製作設計團隊合作，努力呈現這部影片的70年代美學。期間，我們嘗試使用AI生成了三幅靜態圖像，經過進一步編輯後，這些畫面以非常短暫的過場形式出現在影片中。」
主演大衛·達斯馬齊恩也回應道：「我認為卡梅隆和柯林的回應已經說得非常好，我完全支持他們的說法，也支持這部影片。這是一部原創性極高的作品，融入了無數小時的藝術匠心。這是一個值得討論的重要話題，我們必須展開對話。」

## 外部連結
- 互联网电影数据库（IMDb）上《與惡魔共度深夜》的资料（英文）